# Здравоохранение в Кот-д’Ивуаре
Государственный сектор в здравоохранении Кот-д’Ивуара играет более важную роль, чем менее широко представленные частные врачи и клиники.
По состоянию на 2004 год, на 100 000 чел. в стране приходилось 9 терапевтов, 31 медсестра и 15 акушеров. Около 77 % населения в 2000 году имели доступ к чистой питьевой воде.
Расходы на здравоохранение составляют 3,7 % ВВП страны.

## Заболевания

### Малярия
Малярия является основной причиной детской смертности в Кот-д’Ивуаре, с данным диагнозом чаще всего обращаются к врачам и поступают больные.
Медицинские учреждения сообщают о 2,3 миллионов подтверждённых случаев малярии в 2015 среди детей младше 5 лет. Пики заболеваемости приходятся на сезон дождей.
Стратегия по борьбе с малярией в стране предполагает увеличение числа людей, спящих с москитными сетками, обработанными инсектицидом, и прием беременными сульфадоксид-пиретамина, а также лечение выявленных случаев заболевания в соответствии с выработанными инструкциями.

### Эндемические болезни
Жёлтая лихорадка, сонная болезнь, проказа, трахома, менингит и фрамбезия являются эндемическими заболеваниями региона.
В 1961 была введена обширная программа по защите населения от этих и других болезней.
Была введена принудительная вакцинация против жёлтой лихорадки и ветряной оспы.
В 1999 Кот-д’Ивуар начал прививать детей до года от коклюша, столбняка, дифтерии и кори. Недоеданием страдали 24 % детей до 5 лет.

### ВИЧ/СПИД
Распространённость ВИЧ/СПИД, по данным 2003 года, составляет 0,60 на 100 человек. Примерно 570 000 человек в стране живут с этим заболеванием. В 2003 около 47 000 человек умерло от ВИЧ/СПИДа.
Согласно CIA World Factbook, на 2014 год заражены ВИЧ 460 100 ивуарийцев.
Распространённость заражения ВИЧ/СПИДом объясняется недостатком образовательных программ, нацеленных на борьбу с заболеванием.

### Медицинские учреждения
На 2019 год в Кот-д’Ивуаре функционировало 1792 госпиталя.